# Willapa (Washington)
Willapa es un lugar designado por el censo ubicado en el condado de Pacific en el estado estadounidense de Washington. En el año 2010 tenía una población de 210 habitantes.

## Geografía
Willapa se encuentra ubicado en las coordenadas 46°40′35″N 123°39′54″O / 46.67639, -123.66500.